# Jerzy Karol Chodkiewicz
Jerzy Karol Chodkiewicz herbu własnego (ur. 2 sierpnia 1646 – zm. 1691) – oboźny wielki litewski od 1678, pułkownik Jego Królewskiej Mości, starosta błudeński.
Syn Hieronima Karola i Izabeli z Lackich Tryznowej. Po ojcu otrzymał starostwo błudeńskie. Przystąpił do senatorsko-żołnierskiej konfederacji kobryńskiej 1672 roku. Podpisał elekcję Jana III Sobieskiego i pod jego rozkazami walczył w wielu bitwach przeciwko Turkom. Poseł sejmiku mozyrskiego na sejm 1677 roku, sejm 1678/1679 roku, sejm 1685 roku. Na sejmie 1678 mianowany deputatem do rezydowania przy królu. Posłem był z powiatu trockiego na sejmie grodzieńskim w 1688, a z powiatu mozyrskiego na sejmie warszawskim w tym samym roku. Żoną Chodkiewicza była Marianna Tekla Naruszewiczówna (zm. 1726) córka podkanclerzego litewskiego Aleksandra. Byli rodzicami syna Jana Karola starosty błudeńskiego, pułkownika wojsk litewskich oraz córek Joanny i Izabeli.
Pochowany w cerkwi Monasteru Zwiastowania Najświętszej Marii Panny w Supraślu.